# Universidade de Ciências e Tecnologias da Costa do Marfim
A Universidade de Ciências e Tecnologias da Costa do Marfim (em francês:  Université des Sciences et Technologies de Côte d'Ivoire ou USTCI) é uma universidade marfinense afiliada o Rede de Universidades de Ciências e Tecnologias da África subsariana.

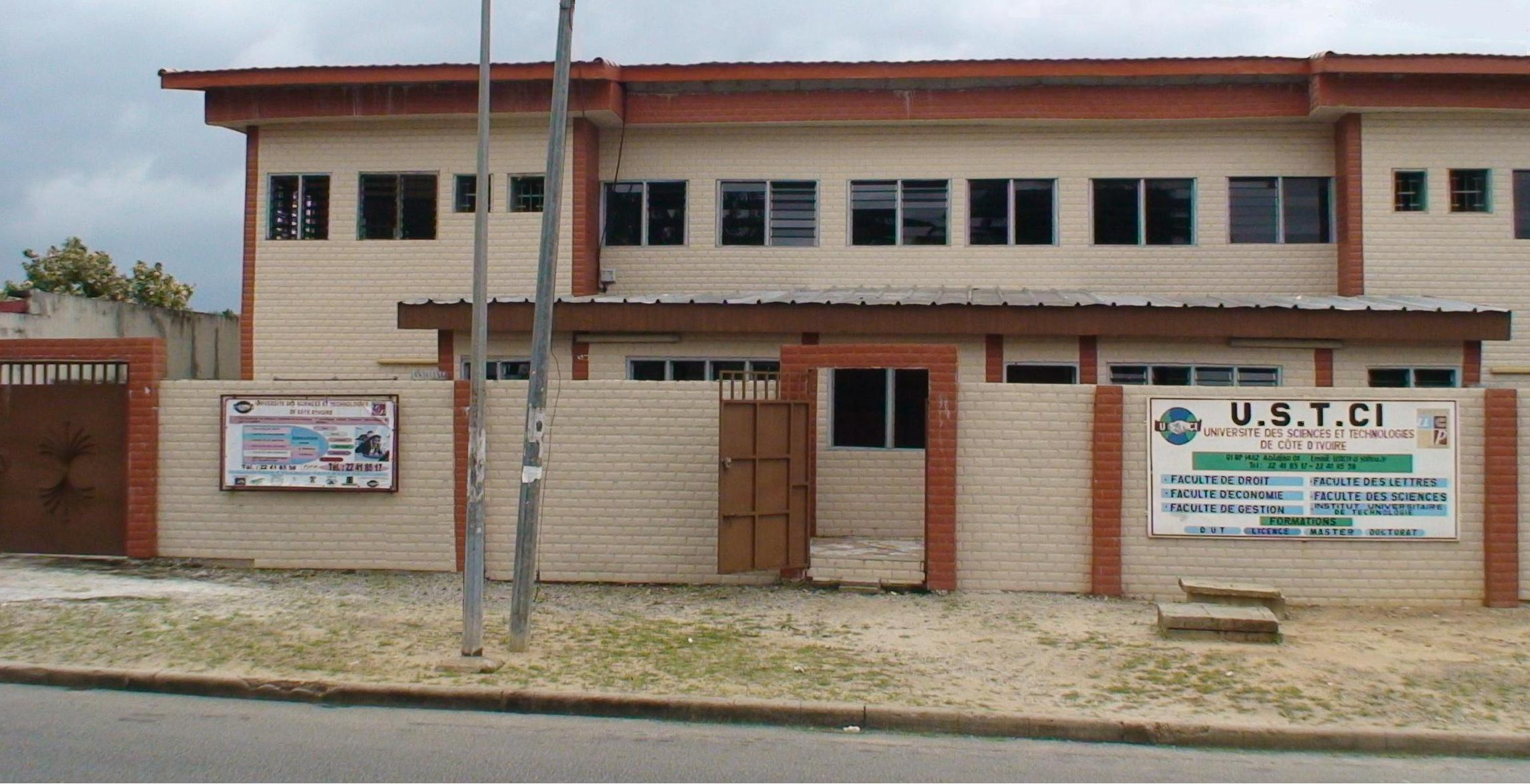
Campus da USTCI em Abidjan.